# Aziatische kampioenschappen wielrennen 2017 – Ploegentijdrit mannen elite
De vierde editie van de ploegentijdrit voor mannen elite op de Aziatische kampioenschappen wielrennen werd gehouden op 25 februari 2017. De zeven deelnemende selecties moesten een parcours van 38,4 kilometer in en rond Manamah afleggen. De Kazachse selectie versloeg die uit Japan met een voorsprong van één minuut. De renners uit Hongkong behaalden het brons.

## Uitslag
| Plaats | Naam | Tijd    |
| ------ | --- | ------- |
| Goud   | Kazachstan Aleksey Lwcenko, Dmïtrïy Grwzdev, Andrey Zeyc, Danïïl Fomïnıx, Jandos Bïjigitov, Baqtïyar Qojatajev | 47'20"  |
| Zilver | Japan Takeaki Amezawa, Yukiya Arashiro, Nariyuki Masuda, Rei Onodera, Ryota Nishizono, Hayato Okamoto          | + 1'00" |
| Brons  | Hongkong Leung Chun Wing, Ko Siu Wai, Ho Burr, Cheung King Lok, Leung Ka Yu, Mow Ching Ying                    | + 1'28" |
| 4      | Iran | + 1'36" |
| 5      | Irak | + 4'44" |
| 6      | India | + 6'04" |
| 7      | Bahrein | + 6'15" |